# Pechanga Arena
La Pechanga Arena (auparavant San Diego Sports Arena) est une salle omnisports située sur Sports Arena Boulevard près de l'Interstate 8 à Point Loma dans la ville de San Diego en Californie.
C'était le domicile des San Diego Rockets de la NBA de 1967 à 1971, des San Diego Sails de l'American Basketball Association entre 1975 et 1976, des Mariners de San Diego de l'Association mondiale de hockey de 1974 à 1977, des San Diego Clippers de la NBA de 1978 à 1984, des équipes de basket-ball universitaires des San Diego State Aztecs, plus ou moins, de 1966 à 1997, l'équipe de futsal des San Diego Sockers qui a gagné 10 titres dans l'arène, et d'autres petites franchises sportives telles que le World Team Tennis. Plus récemment, l'arène a accueilli les San Diego Riptide de l'af2 entre 2002 et 2005 puis les Gulls de San Diego de l'ECHL entre 2003 et 2006. Sa capacité est de 14 500 places pour les matchs de basket-ball et le tennis, 12 920 pour le hockey sur glace, 12 000 pour le football américain en salle, 13 000 pour le patinage et le cirque, 16 100 pour les combats de boxe et de catch, entre 5 450 et 14 800 places pour les concerts selon la configuration.

## Histoire
Le hockey pro dans la ville de San Diego remonte aux années 1948-1949, quand les San Diego Skyhawks ont gagné le premier championnat de la Pacific Coast Hockey League. Cependant, la gloire était de courte durée. Les Skyhawks ont fait seulement deux saisons.
La PCHL a changé son nom en Western Hockey League en 1952, et cela a pris 11 ans avant que le hockey pro retourne à San Diego avec les efforts de Bob Breitbard, un sportif de San Diego. L'acceptation de la franchise a dépendu de la construction d'une arène appropriée.
Après un vote unanime des directeurs de la ligue de PCHL, la construction de la San Diego Sports Arena a commencé. La franchise a été accordée pour la saison 1966-1967 et l'arène de $6.4 millions a été accomplie dans les délais.

## Les droits d'appellation
De sa construction jusqu'en 2004, le complexe était connu comme "San Diego Sports Arena".
De 2004 à 2007, iPayOne, une compagnie basée à Carlsbad en Californie, a acheté les droits d'appellation de l'arène. iPayOne devait payer $2.5 millions USD sur cinq ans.

## Événements
- Final Four basket-ball NCAA, 15-31 mars 1975
- NBA All-Star Game 1971, 12 janvier 1971
- Concert Nirvana, 29 décembre 1993
- WWE Vengeance, 9 décembre 2001
- WWE Taboo Tuesday 2005, 1er novembre 2005
- WWE One Night Stand, 1er juin 2008
- Concert Britney Spears, 2 mars 2004
- Finale Fed Cup 2010
- WWE Extreme Rules 2011
- Concert de Madonna (Rebel Heart Tour), 29 octobre 2015